# Jorge I Rákóczi
Jorge I Rákóczi (em húngaro:  György Rákóczi, 8 de junho de 1593 - Sárospatak, 11 de outubro de 1648) foi um nobre húngaro eleito Príncipe da Transilvânia em 1630. Era filho do Príncipe Sigismundo Rákóczi e da sua segunda esposa Anna Gerendi.

## Casamentom e descendência
Do seu casamento com Zsuzsanna Lorántffy, nasceram quatro filhos:
- Samuel (Sámuel) (1617-1618);
- Jorge II (György) (1621-1660);
- Sigismundo (Zsigmond) (1622-1652); e
- Francisco (Ferenc) (1624-1632).